# Hans Peter Rusch
Hans Peter Rusch, född 29 november 1906 i Goldap i Östpreussen, död 17 augusti 1977 i Sydfrankrike, var en tysk läkare och mikrobiolog, och en pionjär inom ekologiskt jordbruk.
Rusch lanserade på 1940-talet, tillsammans med det schweiziska äkta paret Hans och Maria Müller, begreppet organisk-biologisk odling,  en form av ekologisk odling. Enligt Rusch var det viktigt att skapa en jord med hög mikrobiologisk aktivitet. Han motsatte sig användning av konstgödsel och kemiska bekämpningsmedel. I stället förordade han gröngödsling, täckodling, noggrann växtföljd och organiska gödselmedel som stallgödsel. Inom den organisk-biologiska odlingen används även stenmjöl, pulvriserade bergarter, för att ge mineraler till jorden.
I Sverige har Förbundet för organisk-biologisk odling (FOBO) sedan bildandet 1977 arbetat med att sprida idéer och kunskap om ekologisk odling.

## Verk på svenska
- Helbach, Josef; Rusch, Hans Peter (1979). Hälsans trädgård: handbok i naturenlig odling. Lidingö: Hälsan. Libris 7745840. ISBN 9185132314